# 佐々木昇平
佐々木 昇平（ささき しょうへい、1983年 - ）は、日本の漫画家。男性。秋田県横手市平鹿町出身。
2004年に講談社出版のヤングマガジンにて『ガキジャン』でデビューを果たした。主な作品に『革命戦士 犬童貞男』、『サーマン』がある。

## 作品
- 『ガキジャン』(『別冊ヤングマガジン』2004年第7号、『ヤングマガジン』2006年第16号~第18号、第45号、2007年第11号、第12号、第24号~第26号、2008年第8号～第12号、第51号、第52号、2009年第1号～第3号)
- 『鳥キャメラ』
- 『革命戦士 犬童貞男』(『ヤングマガジン』2011年第46号～2012年第2・3合併号、2012年第10号、第17号、第24号、第30号、第34号、第43号、第48号、第52号)
- 『サーマン』(『月刊ヤングマガジン』2015年第2号～第8号、2015年第9号～2016年第5号)

## 単行本
- 『ガキジャン1』(2008年6月6日発売)
- 『ガキジャン2』(2009年3月6日発売)
- 『革命戦士 犬童貞男1』(2012年2月6日発売)
- 『革命戦士 犬童貞男2』(2013年2月6日発売)
- 『サーマン1』(2015年9月4日発売)
- 『サーマン2』(2016年6月6日発売)